# Chrysobothris lixa
Chrysobothris lixa es una especie de escarabajo del género Chrysobothris, familia Buprestidae. Fue descrita científicamente por Horn en 1886.
Mide entre 6-7.5 mm.
Se encuentra en Arizona, Texas y México.